# Bohartia senecta
Bohartia senecta är en tvåvingeart som beskrevs av Adisoemarto 1975. Bohartia senecta ingår i släktet Bohartia och familjen rovflugor. Inga underarter finns listade i Catalogue of Life.